# Bolbella affinis
Bolbella affinis är en bönsyrseart som beskrevs av Johann Heinrich Kaltenbach 1996. Bolbella affinis ingår i släktet Bolbella och familjen Mantidae. Inga underarter finns listade i Catalogue of Life.